# Список игровых кинофильмов СССР (1938)
Список завершённых советских игровых полнометражных и короткометражных фильмов 1938 года производства, снятых для коммерческого проката. В списке отсутствуют неигровые и мультипликационные кинофильмы, а также телефильмы и учебные фильмы, не выходившие в прокат.

## Список фильмов
Все фильмы звуковые, обычного формата, односерийные.
| Название (Альтернативное название)             | Киностудия                               | Республика  | Цвет  | Частей | Метраж | Выход в прокат   | Режиссёр                                                                  | Жанр                           | Примечание               |        |
| ---------------------------------------------- | ---------------------------------------- | ----------- | ----- | ------ | ------ | ---------------- | ------------------------------------------------------------------------- | ------------------------------ | ------------------------ | ------ |
| Александр Невский                              | Мосфильм                                 | Россия      | ч.-б. | 12     | 3044   | 1 декабря 1938   | Эйзенштейн Сергей, Васильев Дмитрий, Иванов Борис                         | исторический                   |                          | [ 1 ]  |
| Амангельды                                     | Ленфильм                                 | Россия      | ч.-б. | 8      | 2294   | 25 января 1939   | Левин Моисей, Медведев Борис                                              | драма, военный                 |                          | [ 2 ]  |
| Бакинцы                                        | Азерфильм                                | Азербайджан | ч.-б. | 12     | 2860   | 4 июня 1938      | Турин Виктор                                                              | драма                          |                          | [ 3 ]  |
| Болотные солдаты (Вальтер; Лагерь на болоте)   | Мосфильм                                 | Россия      | ч.-б. | 8      | 1958   | 25 ноября 1938   | Мачерет Александр                                                         | драма                          |                          | [ 4 ]  |
| Борьба продолжается (Троянский конь)           | Союздетфильм                             | Россия      | ч.-б. | 10     | 2673   | 2 марта 1939     | Журавлёв Василий                                                          | драма                          |                          | [ 5 ]  |
| В людях                                        | Союздетфильм                             | Россия      | ч.-б. | 10     | 2730   | 31 марта 1939    | Донской Марк                                                              | драма, биография               |                          | [ 6 ]  |
| Великое зарево                                 | Тбилисская киностудия                    | Грузия      | ч.-б. | 11     | 2369   | 6 ноября 1938    | Чиаурели Михаил                                                           | драма, военный                 |                          | [ 7 ]  |
| Весёлые артисты                                | Союздетфильм                             | Россия      | цв.   | 4      | 983    | 25 сентября 1938 | Фрадкин Юрий                                                              | музыкальный                    |                          | [ 8 ]  |
| Волга-Волга                                    | Мосфильм                                 | Россия      | ч.-б. | 11     | 2867   | 24 апреля 1938   | Александров Григорий                                                      | комедия                        |                          | [ 9 ]  |
| Враги                                          | Ленфильм                                 | Россия      | ч.-б. | 8      | 2181   | 19 сентября 1938 | Ивановский Александр                                                      | драма                          |                          | [ 10 ] |
| Выборгская сторона                             | Ленфильм                                 | Россия      | ч.-б. | 12     | 3277   | 2 февраля 1939   | Козинцев Григорий, Трауберг Леонид                                        | драма, военный                 |                          | [ 11 ] |
| Гайчи                                          | Союздетфильм                             | Россия      | ч.-б. | 8      | 1938   | 13 октября 1938  | Шнейдеров Владимир                                                        | приключения                    |                          | [ 12 ] |
| Год девятнадцатый                              | Ленфильм                                 | Россия      | ч.-б. | 8      | 2327   | 1 мая 1938       | Трауберг Илья                                                             | драма, военный                 |                          | [ 13 ] |
| Детство Горького                               | Союздетфильм                             | Россия      | ч.-б. | 10     | 2753   | 18 июня 1938     | Донской Марк                                                              | драма, биография               |                          | [ 14 ] |
| Детство маршала (А крепость была неприступная) | Ленфильм                                 | Россия      | ч.-б. | 9      | 2366   | 20 февраля 1938  | Лебедев Николай, Барбухатти Фёдор                                         | детский                        |                          | [ 15 ] |
| Доктор Айболит                                 | Союздетфильм                             | Россия      | ч.-б. | 8      | 2020   | 28 марта 1939    | Немоляев Владимир                                                         | детский, сказка                |                          | [ 16 ] |
| Друзья                                         | Ленфильм                                 | Россия      | ч.-б. | 11     | 3079   | 1 октября 1938   | Арнштам Лео, Эйсымонт Виктор                                              | драма, военный                 |                          | [ 17 ] |
| Друзья из табора                               | Союздетфильм                             | Россия      | ч.-б. | 6      | 1617   | 15 июня 1938     | Варламов Дмитрий, Ломидзе Григорий                                        | приключения                    |                          | [ 18 ] |
| Если завтра война...                           | Мосфильм                                 | Россия      | ч.-б. | 8      | 1805   | 23 февраля 1938  | Дзиган Ефим, Анци-Половский Лазарь, Берёзко Георгий, Кармазинский Николай | оборонный                      |                          | [ 19 ] |
| Зангезур                                       | Арменкино                                | Армения     | ч.-б. | 8      | 2502   | 23 мая 1938      | Бек-Назарян Амбарцум, Дукор Яков                                          | драма, военный                 |                          | [ 20 ] |
| Кармелюк                                       | Одесская киностудия                      | Украина     | ч.-б. | 10     | 2627   | 19 апреля 1939   | Тасин Георгий                                                             | драма, исторический, биография |                          | [ 21 ] |
| Комсомольск                                    | Ленфильм                                 | Россия      | ч.-б. | 12     | 2954   | 1 мая 1938       | Герасимов Сергей                                                          | драма                          |                          | [ 22 ] |
| Люди долины Сумбар                             | Ашхабадская киностудия                   | Туркмения   | ч.-б. | 7      | 1739   | 9 октября 1938   | Тихонов Николай                                                           | драма                          |                          | [ 23 ] |
| Маска                                          | Советская Белорусь                       | Белоруссия  | ч.-б. | 3      | 725    | 26 августа 1938  | Сплошнов Сергей                                                           | комедия                        |                          | [ 24 ] |
| Медведь                                        | Белгоскино                               | Белоруссия  | ч.-б. | 5      | 1236   | 11 июля 1938     | Анненский Исидор                                                          | комедия                        |                          | [ 25 ] |
| Митька Лелюк                                   | Одесская киностудия                      | Украина     | ч.-б. | 7      | 2210   | 20 ноября 1938   | Маслюков Алексей, Маевская Мечислава                                      | детский                        |                          | [ 26 ] |
| Морской пост                                   | Одесская киностудия                      | Украина     | ч.-б. | 8      | 2071   | 19 февраля 1939  | Гончуков Владимир                                                         | оборонный                      |                          | [ 27 ] |
| На границе                                     | Ленфильм                                 | Россия      | ч.-б. | 10     | 2832   | 2 декабря 1938   | Иванов Александр                                                          | оборонный                      |                          | [ 28 ] |
| Новая Москва (Весёлая Москва; Песня о Москве)  | Мосфильм                                 | Россия      | ч.-б. | 10     | ?      | —                | Медведкин Александр                                                       | комедия                        | Не был выпущен в прокат. | [ 29 ] |
| Налим                                          | Советская Белорусь                       | Белоруссия  | ч.-б. | 1      | 320    | 26 августа 1938  | Сплошнов Сергей                                                           | комедия                        |                          | [ 30 ] |
| Одиннадцатое июля                              | Советская Белорусь                       | Белоруссия  | ч.-б. | 8      | 2164   | 20 октября 1938  | Тарич Юрий                                                                | драма, военный                 |                          | [ 31 ] |
| Педро                                          | Одесская Первая комсомольская киностудия | Украина     | ч.-б. | 4      | 1003   | 30 апреля 1938   | Митякин Борис                                                             | детский                        |                          | [ 32 ] |
| Пётр Первый. Вторая серия                      | Ленфильм                                 | Россия      | ч.-б. | 13     | 3423   | 7 марта 1939     | Петров Владимир, Бартенев Сергей                                          | биография, исторический        |                          | [ 33 ] |
| По щучьему веленью (Сказка про Емелю)          | Союздетфильм                             | Россия      | ч.-б. | 7      | 1652   | 30 декабря 1938  | Роу Александр                                                             | детский, сказка                |                          | [ 34 ] |
| Победа (Самый счастливый)                      | Мосфильм                                 | Россия      | ч.-б. | 9      | 2325   | 15 июля 1938     | Пудовкин Всеволод, Доллер Михаил                                          | драма                          |                          | [ 35 ] |
| Поезд идёт в Москву                            | Союздетфильм                             | Россия      | ч.-б. | 3      | 797    | 22 декабря 1938  | Гендельштейн Альберт, Познанский Дмитрий                                  | детский                        |                          | [ 36 ] |
| Профессор Мамлок                               | Ленфильм                                 | Россия      | ч.-б. | 10     | 2867   | 5 сентября 1938  | Минкин Адольф, Раппапорт Герберт                                          | драма                          |                          | [ 37 ] |
| Руслан и Людмила                               | Мосфильм                                 | Россия      | ч.-б. | 6      | 1430   | 25 марта 1939    | Невежин Виктор, Никитченко Иван                                           | сказка                         |                          | [ 38 ] |
| Семиклассники                                  | Союздетфильм                             | Россия      | ч.-б. | 9      | 2241   | 30 декабря 1938  | Протазанов Яков, Левкоев Григорий                                         | детский                        |                          | [ 39 ] |
| Семья Оппенгейм                                | Мосфильм                                 | Россия      | ч.-б. | 11     | 2823   | 5 января 1939    | Рошаль Григорий                                                           | драма                          |                          | [ 40 ] |
| Старая крепость                                | Одесская киностудия                      | Украина     | ч.-б. | 4      | 1080   | 1938             | Билинский Мирон                                                           | драма, военный                 |                          | [ 41 ] |
| Человек рассеянный                             | Союздетфильм                             | Россия      | ч.-б. | 2      | 600    | Март 1938        | Журавлёв Н.                                                               | комедия                        |                          | [ 42 ] |
| Человек с ружьём                               | Ленфильм                                 | Россия      | ч.-б. | 10     | 2800   | 1 ноября 1938    | Юткевич Сергей, Арманд Павел, Итина Мария                                 | драма, военный                 |                          | [ 43 ] |
| Честь                                          | Мосфильм                                 | Россия      | ч.-б. | 10     | 2191   | 26 декабря 1938  | Червяков Евгений                                                          | комедия                        |                          | [ 44 ] |
| Юные коммунары (Заговор барабанщика)           | Союздетфильм                             | Россия      | ч.-б. | 6      | 1502   | 27 октября 1938  | Кустов Андрей                                                             | драма, военный                 |                          | [ 45 ] |